# Benjamin Gathiru Mejjadonk
Benjamin Gathiru Mejjadonk (Alternativname: Benjamin Gathiru Mwangi) ist ein kenianischer Politiker der United Democratic Alliance (UDA), der seit 2017 Mitglied der Nationalversammlung ist.

## Leben
Benjamin Gathiru Mejjadonk besuchte von 1992 bis 1998 die Kangurwe Primary School, die er mit einem Certificate of Primary Education beendete, sowie zwischen 1998 und 2001 die Kirimara High School, die er mit einem Certificate of Secondary Education abschloss. Danach war er als Selbständiger tätig und von 2002 bis 2022 Eigentümer von Menja Furnisher sowie zugleich zwischen 2010 und 2022 Direktor von Prime Transcity Sacco. Während dieser Zeit besuchte er von 2004 bis 2005 das Institute of Community Development, an dem er ein Zertifikat in Vertrieb und Marketing erwarb. Darüber hinaus begann er 2014 ein Studium der Betriebswirtschaftslehre an der Mount Kenya University, welches er 2016 mit einem Bachelor of Business Management (BBM) beendete.
Bei der Parlamentswahl 2017 wurde er für die United Democratic Alliance (UDA) im Wahlkreis Embakasi Central erstmals zum Mitglied der Nationalversammlung gewählt und bei der Parlamentswahl 2022 wiedergewählt. Er erhielt 48.277 Stimmen und besiegte damit Samuel Ng’ang’a Mwangi von der Jubilee Party, der 29.375 Stimmen erhielt. Während seiner Parlamentszugehörigkeit war er zwischen 2017 und 2022 Mitglied des Wahlkreisentwicklungsausschusses der Nationalregierung (National Government Constituency Development Committee) und Mitglied des Ausschusses für nationalen Zusammenhalt und Chancengleichheit (National Cohesion & Equal Opportunity Committee).